# Teorema mestre de MacMahon
En matemàtiques, el teorema mestre de MacMahon (TMM) és un resultat en combinatòria enumerativa i àlgebra lineal. Va ser descobert per Percy MacMahon i provat en la seva monografia Anàlisi combinada (1916). S'utilitza sovint per obtenir identitats binomials, sobretot la identitat de Dixon.

## Antecedents
A la monografia, MacMahon va trobar tantes aplicacions del seu resultat, que el va anomenar «un teorema mestre en la teoria de les permutacions». Va explicar el títol de la manera següent: «Un teorema mestre per la manera magistral i ràpida en què tracta diverses qüestions que tinguin problemes per resoldre».
El resultat va ser derivat (amb atribució) diverses vegades, sobretot per I. J. Good, que el va derivar de la seva generalització multilineal del teorema d'inversió de Lagrange. El TMM també va ser popularitzat per Carlitz, qui va trobar una versió en una sèrie de potències exponencial. El 1962, Good va trobar una prova breu de la identitat de Dixon del TMM. El 1969, Cartier i Foata van trobar una nova prova de TMM combinant idees algebraiques i bijectives (basades en la tesi de Foata) i altres aplicacions a la combinatòria de les paraules, introduint el concepte de traces. Des de llavors, el TMM s'ha convertit en una eina estàndard en combinatòria enumerativa.
Tot i que des de fa dècades es coneixen diverses identitats de q-Dixon, excepte una extensió de Krattenthaler–Schlosser (1999), el q-anàleg adequat del TMM va romandre evasiu. Després de l'extensió quàntica de Garoufalidis–Lê–Zeilberger (2006), una sèrie d'extensions no comunicatives van ser desenvolupades per Foata-Han, Konvalinka-Pak i Etingof-Pak. Hai-Lorentz, Hai-Kriegk-Lorenz, Konvalinka-Pak i altres han trobat també connexions amb l'àlgebra de Koszul i els quasideterminants.
Finalment, segons J. D. Louck, el físic teòric Julian Schwinger va tornar a descobrir el TMM en el context del seu enfocament de funcions generatrius a la teoria del moment angular dels sistemes de moltes partícules. Louck escriu: «És el teorema mestre de MacMahon que unifica les propietats del moment angular dels sistemes compostos en la creació binària d'aquests sistemes a partir de components més elementals».

## Enunciat precís
Sigui {\displaystyle A=(a_{ij})_{m\times m}} una matriu complexa i que {\displaystyle x_{1},\ldots ,x_{m}} siguin variables formals. Considerem un coeficient
{\displaystyle G(k_{1},\dots ,k_{m})\,=\,{\bigl [}x_{1}^{k_{1}}\cdots x_{m}^{k_{m}}{\bigr ]}\,\prod _{i=1}^{m}{\bigl (}a_{i1}x_{1}+\dots +a_{im}x_{m}{\bigl )}^{k_{i}}.}
(Aquí la notació {\displaystyle [f]g} significa «el coeficient de monomi {\displaystyle f} en {\displaystyle g}»). Sigui {\displaystyle t_{1},\ldots ,t_{m}} un altre conjunt de variables formals i que {\displaystyle T=(\delta _{ij}t_{i})_{m\times m}} sigui una matriu diagonal. Llavors
{\displaystyle \sum _{(k_{1},\dots ,k_{m})}G(k_{1},\dots ,k_{m})\,t_{1}^{k_{1}}\cdots t_{m}^{k_{m}}\,=\,{\frac {1}{\det(I_{m}-TA)}},}
on la suma agrupa tots els vectors enters no-negatius {\displaystyle (k_{1},\dots ,k_{m})}, i {\displaystyle I_{m}} denota la matriu identitat de mida {\displaystyle m}.

## Derivació de la identitat de Dixon
Considerem la matriu
{\displaystyle A={\begin{pmatrix}0&1&-1\\-1&0&1\\1&-1&0\end{pmatrix}}.}
Calculem els coeficients G(2n, 2n, 2n) directament de la definició
{\displaystyle {\begin{aligned}G(2n,2n,2n)&={\bigl [}x_{1}^{2n}x_{2}^{2n}x_{3}^{2n}{\bigl ]}(x_{2}-x_{3})^{2n}(x_{3}-x_{1})^{2n}(x_{1}-x_{2})^{2n}\\[6pt]&=\,\sum _{k=0}^{2n}(-1)^{k}{\binom {2n}{k}}^{3},\end{aligned}}}
on la darrera igualtat es deriva del fet que a la part dreta tenim el producte dels coeficients següents:
{\displaystyle [x_{2}^{k}x_{3}^{2n-k}](x_{2}-x_{3})^{2n},\ \ [x_{3}^{k}x_{1}^{2n-k}](x_{3}-x_{1})^{2n},\ \ [x_{1}^{k}x_{2}^{2n-k}](x_{1}-x_{2})^{2n},}
que es calculen a partir del teorema binomial. D'altra banda, podem calcular explícitament el determinant:
{\displaystyle \det(I-TA)\,=\,\det {\begin{pmatrix}1&-t_{1}&t_{1}\\t_{2}&1&-t_{2}\\-t_{3}&t_{3}&1\end{pmatrix}}\,=\,1+{\bigl (}t_{1}t_{2}+t_{1}t_{3}+t_{2}t_{3}{\bigr )}.}
Per tant, pel TMM, tenim una nova fórmula per als mateixos coeficients:
{\displaystyle {\begin{aligned}G(2n,2n,2n)&={\bigl [}t_{1}^{2n}t_{2}^{2n}t_{3}^{2n}{\bigl ]}(-1)^{3n}{\bigl (}t_{1}t_{2}+t_{1}t_{3}+t_{2}t_{3}{\bigr )}^{3n}\\[6pt]&=(-1)^{n}{\binom {3n}{n,n,n}},\end{aligned}}}
on l'última igualtat es deriva del fet que hem d'utilitzar un nombre igual de vegades els tres termes de la potència. Si equiparem les dues fórmules per als coeficients G(2n, 2n, 2n) obtenim una versió equivalent de la identitat de Dixon:
{\displaystyle \sum _{k=0}^{2n}(-1)^{k}{\binom {2n}{k}}^{3}=(-1)^{n}{\binom {3n}{n,n,n}}.}